# Kirche von Bäl

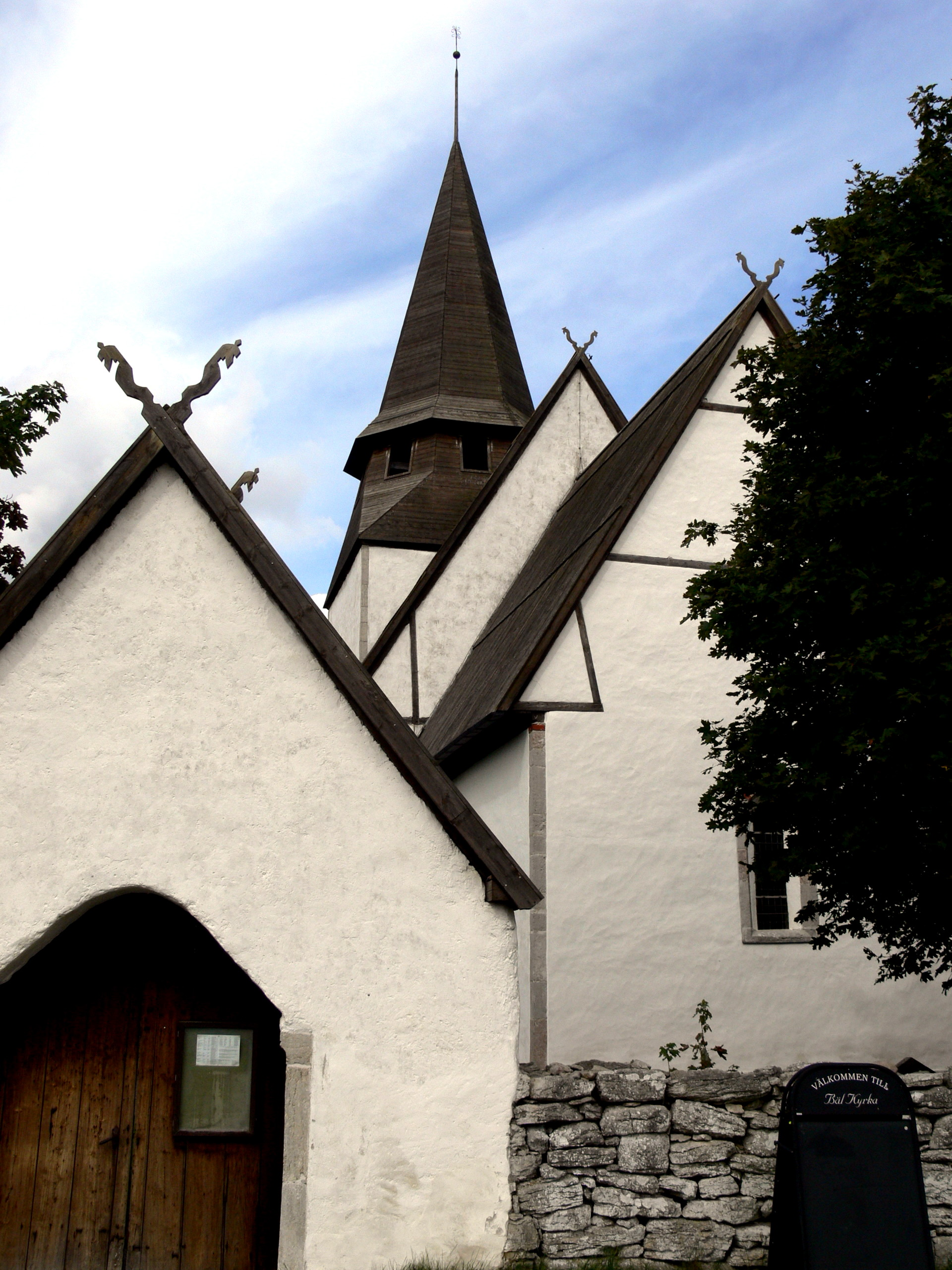
Kirche von Bäl

Die Kirche von Bäl (schwedisch Bäl kyrka) ist eine Landkirche auf der schwedischen Insel Gotland. Sie gehört zur Kirchengemeinde (schwed. församling) Väskinde im Bistum Visby.

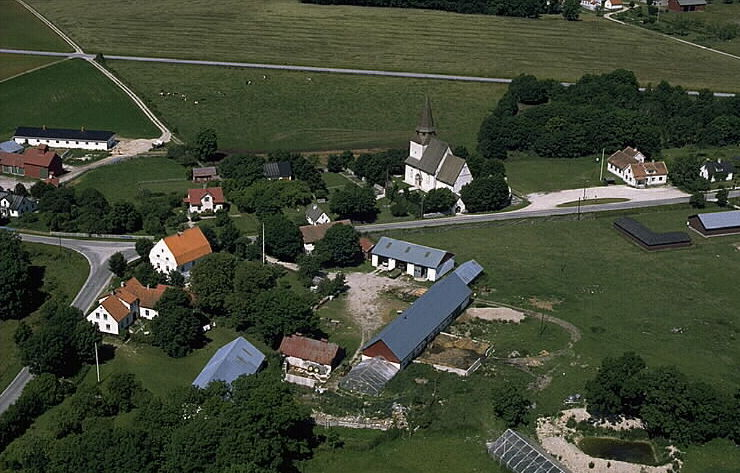
Kirche von Bäl

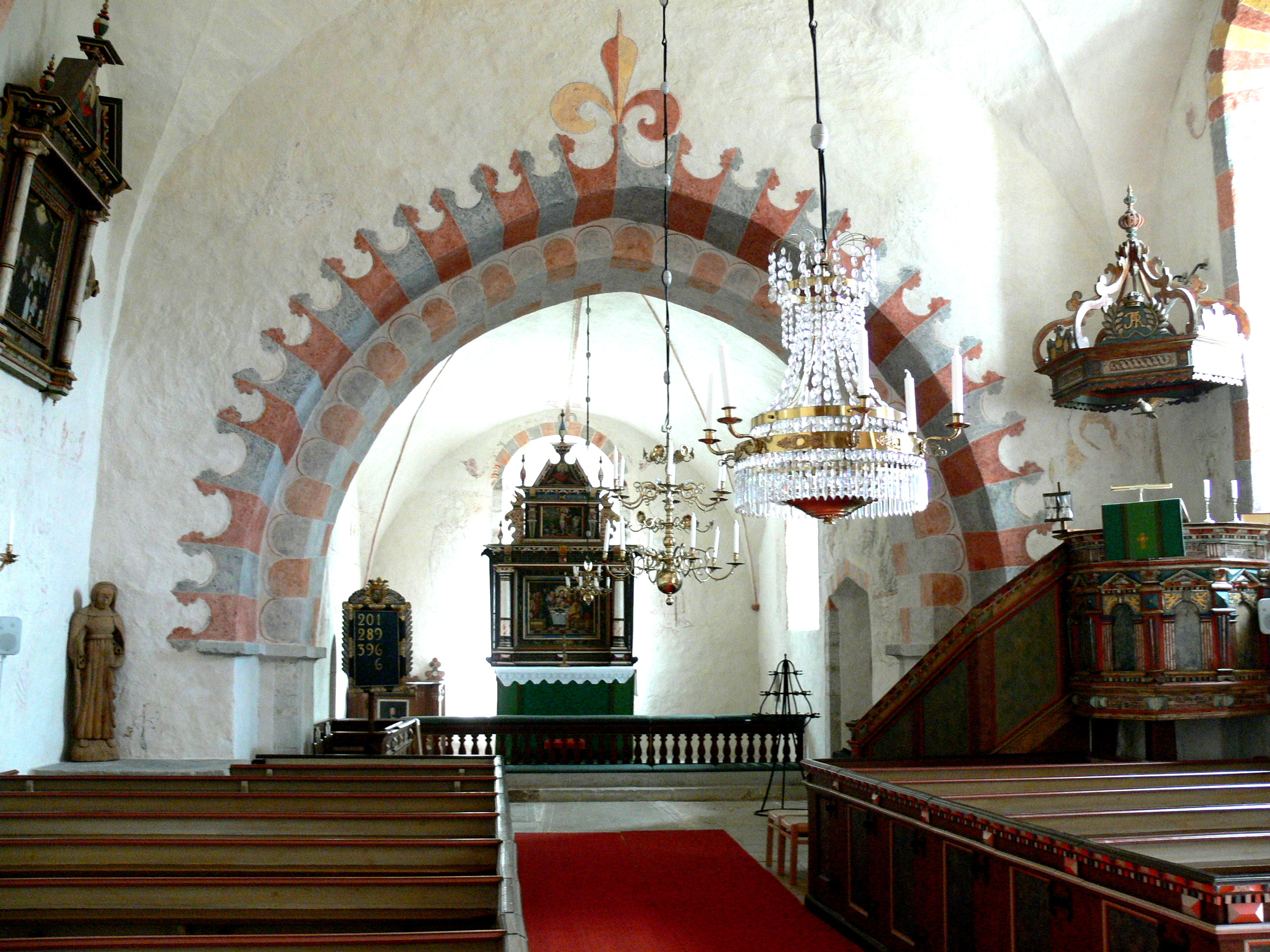
Innenraum

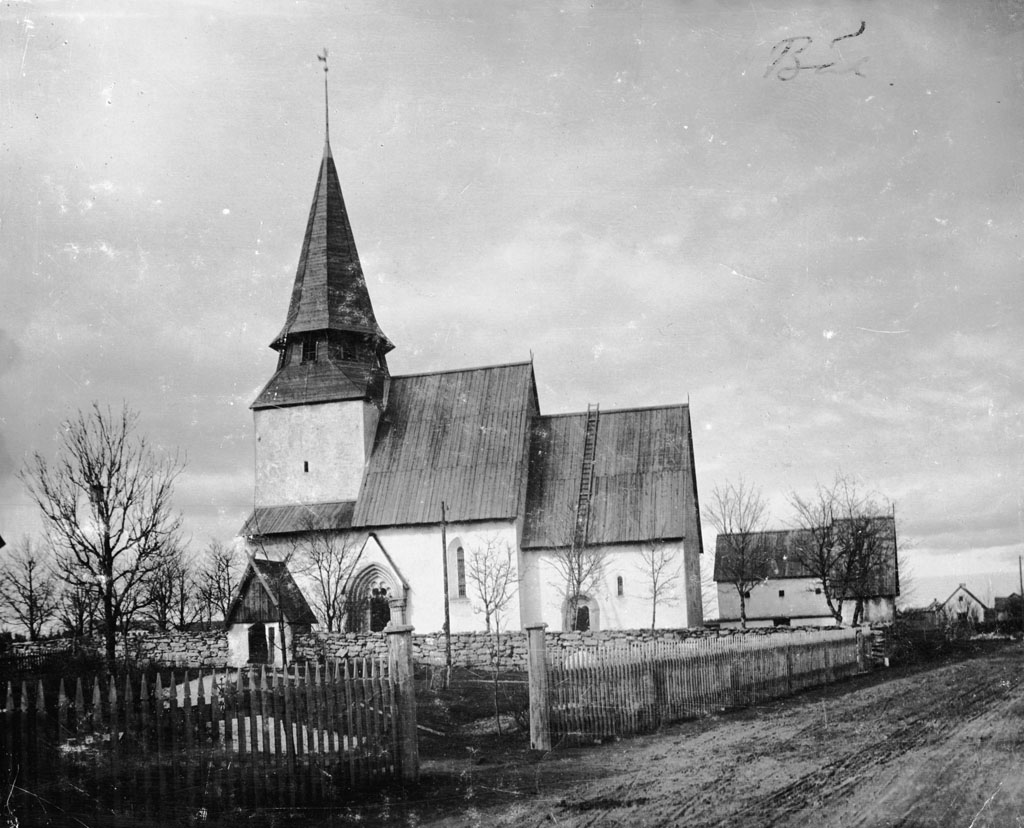
Älteres Foto der Kirche

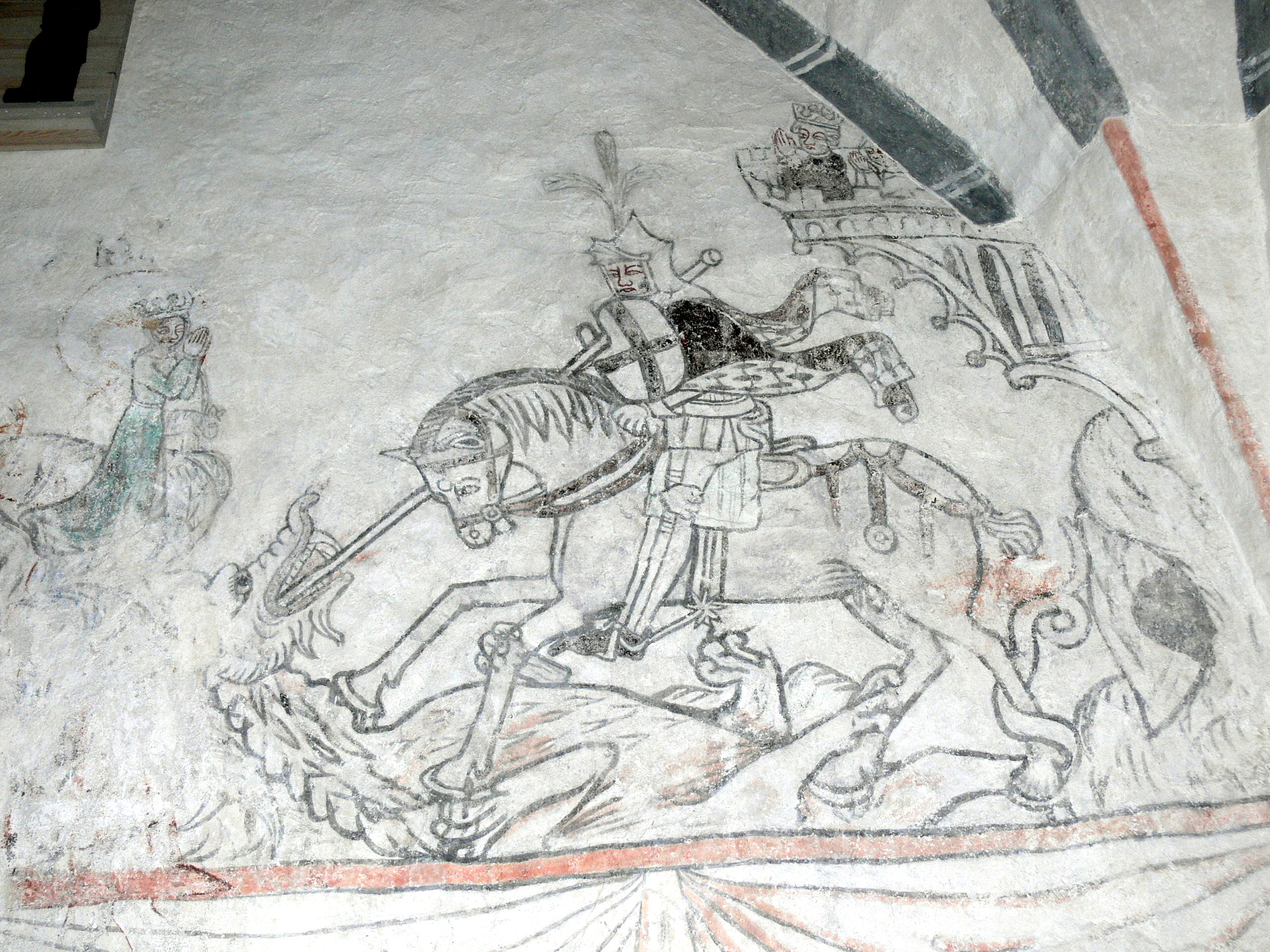
Wandmalerei

## Lage
Die Kirche liegt südlich der Straße 147 von Visby nach Slite, 20 km östlich von Visby, 19 km nordöstlich von Roma und 12,5 km südwestlich von Slite im Landesinnern von Gotland. Zusammen mit ein paar Höfen liegt sie im Kirchspiel (schwedisch socken) Bäl, das hauptsächlich aus Nadelwald besteht.

## Kirchengebäude
Das Kirchengebäude aus verputztem Kalkstein besteht aus einem gerade abgeschlossenen Chor mit einer angebauten  Sakristei auf der Nordseite, einem etwas größeren Langhaus und dem Kirchturm im Westen, dessen oberer Teil schmaler ist als das Langhaus, während der untere Teil im Süden und Norden die Langhausmauern umschließt. Die Turmmauern reichen nicht über den Dachfirst des Langhauses und die Turmspitze aus Holz hat deshalb Schallöffnungen, innerhalb derer sich die Glockenebene befindet. Das Hauptportal liegt auf der Südseite des Langhauses. Andere Portale liegen auf der Südseite des Chores und der Nordseite des Langhauses. Die Portale und die Fensteröffnungen der Kirche stammen alle aus der Bauzeit der Kirche. Das gotische Südportal des Langhauses hat ein reiches mit Ornamenten versehenes Dekor und wird von einer Giebelkrone geziert. Im inneren sind Chor und Turmkammer  von gemauerten Gewölben bedeckt, während das Langhaus zwei Gewölbe aufweist.

## Geschichte
Der heutige Chor wurde in der ersten Hälfte des 13. Jahrhunderts als Teil einer älteren Steinkirche gebaut, deren Mauerpartien in die Wände des Triumphbogens eingingen. Während der zweiten Hälfte des 13. Jahrhunderts wurde das heutige Langhaus und er Turm gebaut, der wahrscheinlich gekappt  wurde, um ihn später zu erhöhen und mit Seitengalerien im Süden und Norden zu versehen. Die Malereien kommen aus dem 13. und 15. Jahrhundert. Die heutige Sakristei ist 1945 errichtet worden.

## Ausstattung
- Das Große Triumphkreuz stammt aus dem zweiten Teil des 13. Jahrhunderts.
- Im Turmgewölbe gibt es einen Taufstein aus dem 13. Jahrhundert.
- Der Altar ist von Johan Bartsch 1664 bemalt worden.
- Die Kanzel wurde 1722 gefertigt und 1744 bemalt.
- Die Orgel mit sechs Registern und Pedal wurde 1968 von Grönvalls orgelbyggeri aus Lilla Edet gebaut. Das Orgelgehäuse und die Fassade sind aus astfreiem unbehandeltem Eichenholz gebaut.

## Umgebung
- Der Kirchhof hat Portale in seiner Mauer nach Süden und Osten.
- Das Gebäude im Nordosten ist als Kirchspielmagazin  gebaut worden.